# 정문호 (소방관)
정문호(鄭文鎬, 1962년 2월 7일 ~ )는 대한민국의 소방공무원이다.

## 주요 경력
- 1990년 소방간부후보생 6기
- 대전광역시 소방본부 소방행정
- 대전광역시 소방본부 구급담당
- 중앙소방학교 서무계장
- 소방방재청 소방정책과 계장
- 소방방재청 행정기획과
- 2004.04 ~ 2005.11: 제11대 아산소방서장(소방정)
- 2005.11 ~ 2008.07: 충청남도 소방본부 방호구조과장(소방정)
- 2008.07 ~ 2009.02: 제14대 공주소방서장(소방정)
- 2009.02 ~ 2011.03: 소방방재청 소방행정과 근무(소방정)
- 2011.03 ~ 2012.11: 제10대 대전광역시 소방본부장(소방준감)
- 2012.11 ~ 2014.11: 제11대 충청남도 소방본부장(소방감)
- 2014.11 ~ 2017.07: 제19대 인천소방본부장(소방감)
- 2017.07 ~ 2018.12: 제27대 서울소방재난본부장(소방정감)[2]
- 2018.12 ~ 2020.11: 제2대 소방청장(소방총감)

## 학력
- 대전 보문고등학교
- 충남대학교 화학 학사
- 호서대학교 대학원 안전공학 석사

## 서훈
- 2007년: 대통령표창

## 출연
- 2020년 포레스트(특별출연)

## 가족 관계
- 아버지 : 정태수
- 어머니 : 성옥희( ~ 2021년 12월 18일)
- 형제동생 : 정윤호
- 배우자 : 정영미